# Cynthia Villar
Cynthia A. Villar (Muntinlupa, 29 juli 1950) is een Filipijns politicus. Ze was van 2001 tot 2010 lid van het Filipijns Huis van Afgevaardigden. In 2013 werd ze voor zes jaar gekozen in de Senaat van de Filipijnen. Zes jaar later werd ze herkozen voor een tweede termijn tot 2025.

## Biografie
Villar volgde een Bachelor-opleiding bedrijfkunde aan de University of the Philippines. Na het behalen van haar diploma vertrok ze naar Verenigde Staten voor een Masters-opleiding bedrijfskunde aan de New York University. Ze begon haar loopbaan als financieel analist en universitair docent. In 1975 trouwde ze met Villar. Met hem kreeg ze drie kinderen. Ook hielp ze hem in die tijd met het opzetten van het bedrijf Camella & Palmera Homes. Dit bedrijf bouwt goedkope huizen en groeide uit tot de grootste huizenbouwer van de Filipijnen. In 1989 ging ze werken bij de Capitol Development Bank. Het eerste jaar was ze er CFO, waarna ze van 1990 tot 1998 werkzaam was als president van de bank. In die tijd groeide de bank uit tot de grootste particuliere ontwikkelingsbank.
Bij de verkiezingen van 2001 werd Villar voor de eerste maal gekozen als lid van het Huis van Afgevaardigden namens Las Piñas. In verkiezingen van 2004 en verkiezingen van 2007 werd ze herkozen, waardoor ze na afloop van haar termijn in 2010 niet meer herkozen kan worden. Naast haar lidmaatschap van het Huis van Afgevaardigden was ze lid van de raad van bestuur van de University of the Philippines. Bij de verkiezingen van 2013 werd ze gekozen in de Senaat van de Filipijnen. Bij de verkiezingen van 2019 werd ze herkozen. Ze eindigde bij deze verkiezingen bovenaan met ruim 25 miljoen stemmen.  
Villar is getrouwd met senator en voormalig presidentskandidaat Manny Villar. Hun zoon Mark Villar werd in 2013 gekozen tot haar opvolger als afgevaardigde van Las Piñas